# PowerMAX OS
PowerMAX OS（パワーマックス　オーエス）は、米国に本社を置くコンカレント・コンピュータ(Concurrent Computer)社が、SVR4 ESMP UNIXのカーネルをリアルタイム化した、PowerPC系リアルタイム版のUNIXである。

## 概要
UNIXカーネルを拡張し、リアルタイムライブラリを追加している部分がSVR4ES-MPと異なる。
リアルタイム拡張には、FBSと呼ばれる周期制御スケジューラ(レートモノトニックスケジューリング)も含まれている。
プロセッサシールドと呼ばれる機能で、任意のCPUにアサインされている割り込みの禁止や許可が実行中において可能であることを最大の特徴としている。
これらの機能を利用するための、リアルタイム環境を整えるコマンドに、
run(1),shield(1)があり、これを組み合わせることで、リアルタイム化していないバイナリアプリケーションプログラムでも、リアルタイムに利用可能である。

## API
APIは、POSIX 1003.1b (リアルタイム) およびPOSIX 1003.1c (POSIXスレッド) である。
なお、POSIX 1003.1b-1993およびPOSIX 1003.1c-1995は、 としてPOSIX 1003.1にマージされ、現在のPOSIX 1003.1にすべて含まれている。

## 準拠している規格
- POSIX 1003.1, 1003.1b and 1003.1c
- SVID Release 3 (SVVS 4)
- XPG4

## 開発環境
コンカレント独自のf77,adaをサポートしている。
NightStarツールと呼ばれるGUIベースの開発環境を5つ提供している。
- NightView: ソースコードデバッガ
- NightTrace: イベントアナライザー
- NightProbe: データモニター
- NightTune: システムチューナー
- NightSim: リアルタイムスケジューラー

NightTraceは、アプリケーションと同時にSMPで動作するカーネルをグラフィカルにトレース表示できる。
NightSimは、FBS(周期スケジューラ)を用いたリアルタイムプロセス専用のツールであり、UNIXのスケジューラとは無関係である。